# Pyrus (nisse)
 For alternative betydninger, se Pyrus. (Se også artikler, som begynder med Pyrus)
Pyrusander 'Pyrus' Purlegris (Perlegrus) er en fiktiv karakter, skabt af Martin Miehe-Renard, og kendt fra de danske julekalendere Alletiders Jul (1994), Alletiders Nisse (1995), Alletiders Julemand (1997), Pyrus i Alletiders Eventyr (2000), samt filmen Pyrus på pletten (2000) og Pyrus i Alletiders Show (2009). Pyrus er en nisse og portrætteres af Jan Linnebjerg.
Pyrus optrådte for første gang i TV 2s julekalender Alletiders Jul i 1994, som blev en så stor succes at tre yderligere julekalendere-efterfølgere og en spillefilm blev skabt. 
Karakteren Pyrus er en livlig og sorgløs ungnisse, som trods sine ellers gode intentioner, ofte får rodet sig ud i problemer. I Alletiders jul bliver Pyrus ansat som lærling hos arkivnissen Guttenborg ved Danmarks Rigsarkiv i København, hvor også rigsarkivaren Bertramsen og hans sekretær Josefine Brahe arbejder. Pyrus kommer i starten af julekalenderen til at slette alle spor efter julen i historiebøgerne, og han, Guttenborg og en ung pige, der er faldet ud af bøgerne, må nu forsøge at få julen på plads i historien igen. I Alletiders nisse får Pyrus sammen med en skolekammerat, Kandis, til opgave at skrive om, hvad en nisse er, og sammen må de dykke ned i nordisk skønlitteratur, sange, teaterstykker, film osv. for at løse opgaven. I Alletiders julemand kommer Pyrus til at give Julemanden hukommelsestab og nisserne og menneskene må nu forsøge at få ham til at huske alt igen, så det kan blive jul. I Alletiders eventyr kommer Pyrus til at blande alle de kendte eventyr sammen til et stort rod, og nisserne og menneskene må arbejde hårdt for at få sat eventyrene rigtig sammen igen.
Pyrus er søn af sætternisser, og hans far, Valse (portrætteret af Lars Knutzon) kom til at skrive familiens efternavn, Perlegrus, forkert på Pyrus' navneattest og gav ham i stedet efternavnet Purlegris.    